# 558 (số)
558 (năm trăm năm mươi tám)(số La Mã: DLVIII )là một số tự nhiên ngay sau số 557 và ngay trước số 559.